# Adonis dels Pirineus
L'adonis dels Pirineus o adonis pirinenc (Adonis pyrenaica), és una planta herbàcia ranunculàcia. Habita als Pirineus i també a la serralada cantàbrica i en alguns punts dels Alps, fins als 2600 m d'altura. També rep els noms de boligs i ull de perdiu, i hi ha la varietat lingúística bolits.

## Descripció
És una planta perennifòlia que arriba a fer de 10-45 cm d'alt. Fruits en aqueni de 6-7 mm.

## Taxonomia
Adonis pyrenaica, va ser descrita per Augustin Pyrame de Candolle i publicada a Flore Française ed. 3, 5: 635, l'any 1815.
És molt semblant a l'espècie verinosa Adonis vernalis
sinònims
- Adonanthe pyrenaica (DC.) Spach
- Adonis alpina Rouy & Foucaud
- Adonis apennina Schouw ex DC.
- Adonis distortoides Bonnier
- Chrysocyathus pyrenaicus (DC.) Chrtek & Slavíková
- Cosmarium pyrenaicum Dulac[4]